# Coenotephria perplexata
Coenotephria perplexata là một loài bướm đêm trong họ Geometridae.